# Flawonolignany
Flawonolignany – grupa organicznych związków chemicznych będących pochodnymi flawonoidów zawierających układ zbliżony budową do lignanów. W owocach ostropestu plamistego występuje sylimaryna, kompleks flawonolignanów mający działanie ochronne na wątrobę.